# We Can Work It Out/Day Tripper
We Can Work It Out/Day Tripper è l'undicesimo singolo discografico della band britannica The Beatles, pubblicato nel 1965.

## Tracce
Testi e musiche di John Lennon e Paul McCartney.
1. We Can Work It Out – 2:15
2. Day Tripper – 2:46

## Accoglienza
Il disco ottenne una ottima accoglienza su entrambi i lati dell'Atlantico, raggiungendo la prima posizione negli Stati Uniti d'America per ben tre settimane (USA#1), in alternanza con The Sounds of Silence di Simon and Garfunkel.
Ottimo fu il successo in madrepatria con una salda posizione di testa in classifica per cinque settimane (GB#1), sull'onda della cerimonia di investitura a Buckingham Palace ed in Olanda per sette settimane.
In Canada ed Irlanda arriva primo ed in Germania secondo.
In Italia il disco scalò le chart fino a raggiungere al massimo il settimo posto (IT#7), stazionando per circa undici settimane all'interno delle classifiche.

## Formazione
- Paul McCartney - voce raddoppiata, basso
- John Lennon - seconda voce, armonium
- George Harrison - chitarra ritmica
- Ringo Starr - batteria